# Paragalepsus gestri gestri
Paragalepsus gestri gestri es una subespecie de mantis de la familia Tarachodidae.

## Distribución geográfica
Se encuentra en Etiopía, Camerún y en Uganda.